# 科保斯·巴林特
科保斯·巴林特（匈牙利語：Kopasz Bálint，1997年6月20日—），匈牙利男子皮划艇运动员。他曾代表匈牙利参加2016年和2020年夏季奥林匹克运动会皮划艇比赛，获得一枚金牌。